# Gérard Zlotykamien
Gérard Zlotykamien, surnommé aussi Zloty, est un artiste plasticien français, né en 1940. 
Il est avec Daniel Buren, Ernest Pignon-Ernest et Jacques Villeglé, un des initiateurs de l'Art urbain en France,,.

## Biographie
Gérard Zlotykamien commence à peindre en 1955. Sa rencontre avec Yves Klein, qui lui apprend le judo et la rigueur de l'acte créatif, est déterminante dans sa carrière. Ses premières interventions dans la rue datent de 1963. Il peint, à la poire de lavement puis à la bombe aérosol, des silhouettes fantomatiques dans l'immense chantier dit du « trou des Halles » à Paris. Ses dessins, qu'il appelle « éphémères » évoquent les ombres humaines qui se sont imprimées sur les murs après l'explosion d'Hiroshima. Cadre aux Galeries Lafayette le jour, peintre la nuit, en marge du milieu de l'art, Zlotykamien peint ses éphémères dans de nombreuses villes du monde : Leipzig (Allemagne), Le Cap (Afrique du Sud)...

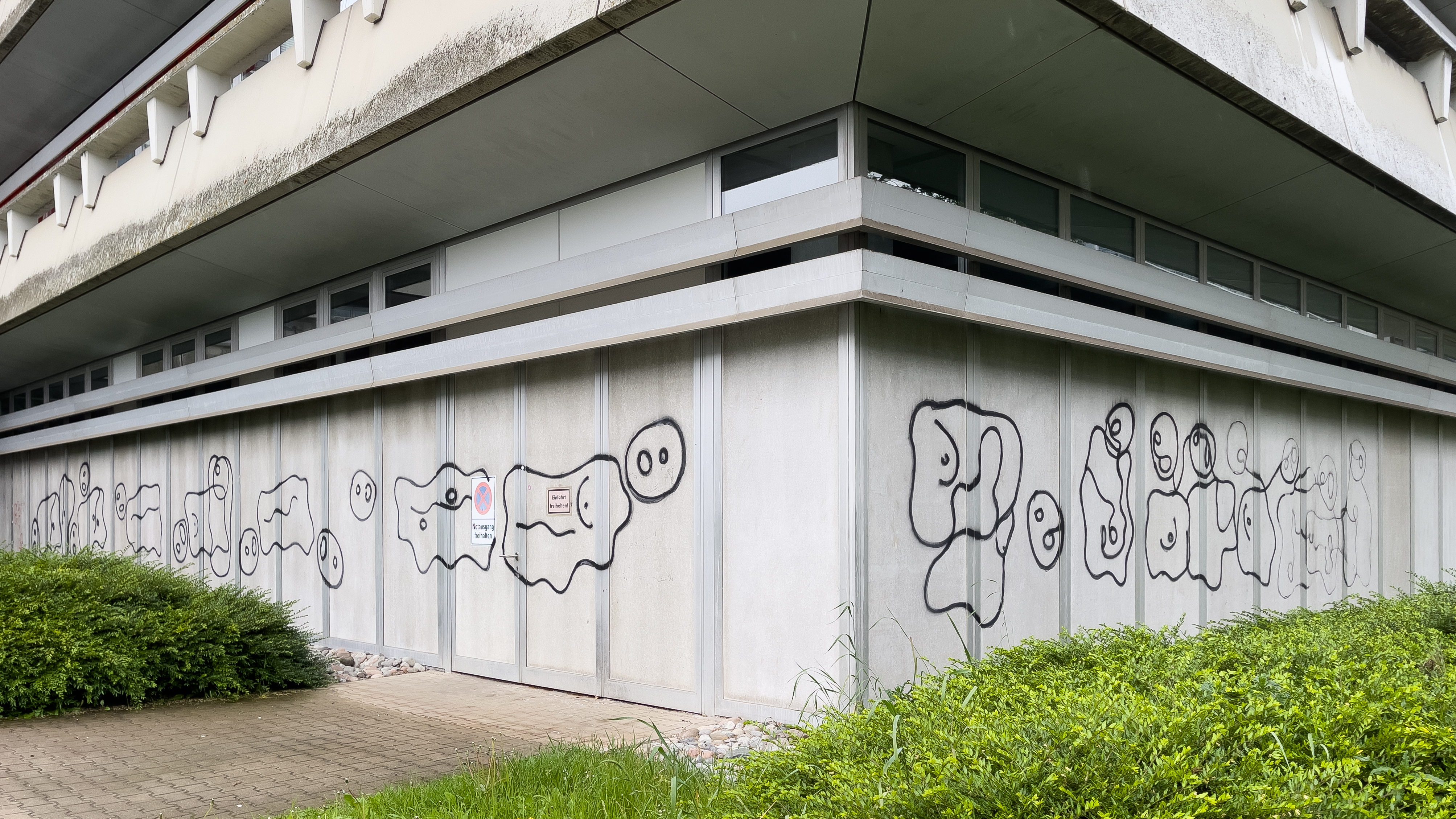
Graffiti « Intervention » à l'Université d'Ulm

En 1979, il est poursuivi par la ville d'Ulm en Allemagne pour avoir peint plus de 70 « éphémères » sur les murs de la ville. Il sera relaxé. Par contre en 1984, il se voit infliger une amende de six cents francs avec sursis pour avoir peint sur les murs de la Fondation nationale des arts graphiques et plastiques.
En 2009, Gérard Zlotykamien participe à la rétrospective Né dans la Rue à la Fondation Cartier,, et en 2019 à l'exposition Conquête urbaine au Musée des Beaux-Arts de Calais. 
L'année 2023 marque le soixantième anniversaire de ses premières interventions dans la rue. Gérard Zlotykamien est omniprésent. En janvier, à l'invitation du curateur Hugo Vitrani, il est invité à peindre dans les entrailles du Palais de Tokyo dans le cadre du Lasco Project. En mai, il expose à la Maison Elsa Triolet-Aragon. En septembre, la galerie Mathgoth organise la plus importante exposition rétrospective de l'artiste, « Gérard Zlotykamien - 60 ans d'Éphémères ». En octobre, il participe à l'exposition collective "La Morsure des Termites" au Palais de Tokyo tandis que le Musée des Beaux Arts de Rennes lui offre sa première exposition muséale en France. 
En janvier 2024, le centre Pompidou fait l'acquisition de 8 de ses œuvres qui viennent enrichir ses collections.
Il est nommé chevalier de l’ordre des Arts et des Lettres en 2015, puis promu au grade d'officier en 2023.

## Expositions personnelles (sélection)
1963 : « Abattoir » Biennale de Paris, Musée d’Art Moderne (Paris). Avec Gilles Aillaud, Edouardo Arroyo, Mark Biass, Mark Bruss, Jorge Camacho et Pierre Pinoncelli.
1970 : « Signes », Maison de la Culture (Argenteuil).
1977 : « Effacements », Galerie Charley Chevalier (Paris).
1981 : « Midi et Demi, 500 dessins en 24 heures », Festival d’Avignon (Avignon).
1985 : « Mémorisations », galerie du Jour agnès b. (Paris).
1993 : Musée Wilhelm Hack (Ludwigshafen, Allemagne).
2011 : « Cendres d'Éphémères », galerie incognito Artclub (Paris).
2017 :  « Éphémères », Galerie Mathgoth (Paris).
2019 :  « Éphémères », Galerie Mathgoth (Paris).
2022 : « Éphémères », Galerie Mathgoth (Paris).
2023 : « 60 ans d'Éphémères », Galerie Mathgoth (Paris).
2023 : « Tout va disparaître », Musée des Beaux-Arts de Rennes (Rennes)

## Interventions in situ (sélection)
1963 : Premières peintures dans l'espace public à Alington Castle (Maidstone, Royaume-Uni).
1973 : Trou des Halles (Paris).
1977 : Chantier du Centre national d'art et de culture Georges-Pompidou dans le quartier Beaubourg (Paris).
1979 : 70 murs dans la ville d'Ulm (Allemagne).
1990 : Berlin (Allemagne).
1996 : Le Cap, Pretoria et Johannesburg (Afrique du Sud).
2006 : « Usine désaffectée » (Saint-Denis).
2007 : Inauguration du M.U.R. (Paris).
2009 : « Né dans la Rue », Fondation Cartier (Paris).
2015 : « Oxymores » au Ministère de la Culture (Paris).
2012 : « Papeterie Lana » (Docelles).
2013 : « Art aux Bains Douches » (Paris).
2019 : “Éphémère”, fresque monumentale au 44 rue du Dessous-des-Berges (Paris 13)
2021 : “Éphémère”, fresque monumentale (Argenteuil)
2023 : "Éphémères" dans le cadre du Lasco Project du Palais de Tokyo (Paris 16)
2023 : Façade de la fab. à Paris (Fondation agnès b.)

## Collections et commandes publiques
1963 : Collection du Centre national des arts plastiques.
1989 : Fonds d'art contemporain - Paris Collections.
2019 : Musée des Beaux-Arts de Calais.
2019 : “Éphémère”, fresque monumentale au 44 rue du Dessous-des-Berges (Paris 13)
2021 : “Éphémère”, fresque monumentale au 25 Bd Léon Feix (Argenteuil)
2024 : Collections du Musée national d’art moderne (Centre Pompidou) : 8 oeuvres.
2024 : Musée des Beaux-Arts de Rennes.

### Filmographie
- 2006 : Pierre-Alain Saguez, Zloty, Productions de La Lanterne. 38 Minutes - DV Cam - Couleur.
- 2023 : Gautier Jourdain, Gérard Zlotykamien - 60 ans d'Éphémères, Production galerie Mathgoth. 29 minutes - Couleur.